# Université Mohammed VI Polytechnique
Pour les articles homonymes, voir Université Mohammed VI.
L’Université Mohammed VI Polytechnique (UM6P) est une institution marocaine d’enseignement supérieur et de recherche fondée en 2013. Elle mène des activités de formation, de recherche appliquée et d’innovation, avec un positionnement axé sur les enjeux de développement au niveau national et continental.
À vocation scientifique et technologique, l’université est orientée vers la recherche appliquée, l’innovation et l’entrepreneuriat. Elle développe une approche fondée sur l’interdisciplinarité, l’expérimentation et un fort ancrage africain, avec pour ambition de contribuer au développement du continent. L’UM6P se donne pour mission de répondre aux défis en matière d’industrialisation, de sécurité alimentaire, de développement durable, de mine digitale et de sciences humaines et sociales.
Le campus principal de l'UM6P est situé dans la Ville verte Mohammed VI de Benguerir, à proximité de Marrakech. L'université dispose également d’un campus majeur à Rabat, implanté dans la commune de Salé, ainsi que d’un autre à Laâyoune. Par ailleurs, elle possède des implantations internationales à Paris et à Montréal, renforçant ainsi son rayonnement à l’échelle nationale et internationale,.
En 2024, l’UM6P intègre le classement mondial du Times Higher Education World University Rankings, se positionnant dans le Top 500 des universités à l’échelle internationale. Elle devient ainsi la première université classée au Maroc et en Afrique du Nord,.

## Histoire

### Débuts
Le projet de l’Université Mohammed VI Polytechnique (UM6P) s’inscrit dans le cadre de la Ville verte de Benguerir, lancée en 2009 par le roi Mohammed VI. Il s’agit d’une initiative portée par la Fondation OCP, visant à créer un pôle d'excellence académique, scientifique et technologique au Maroc,. L’université est officiellement fondée en 2013, et inaugurée le 12 janvier 2017 par le roi.

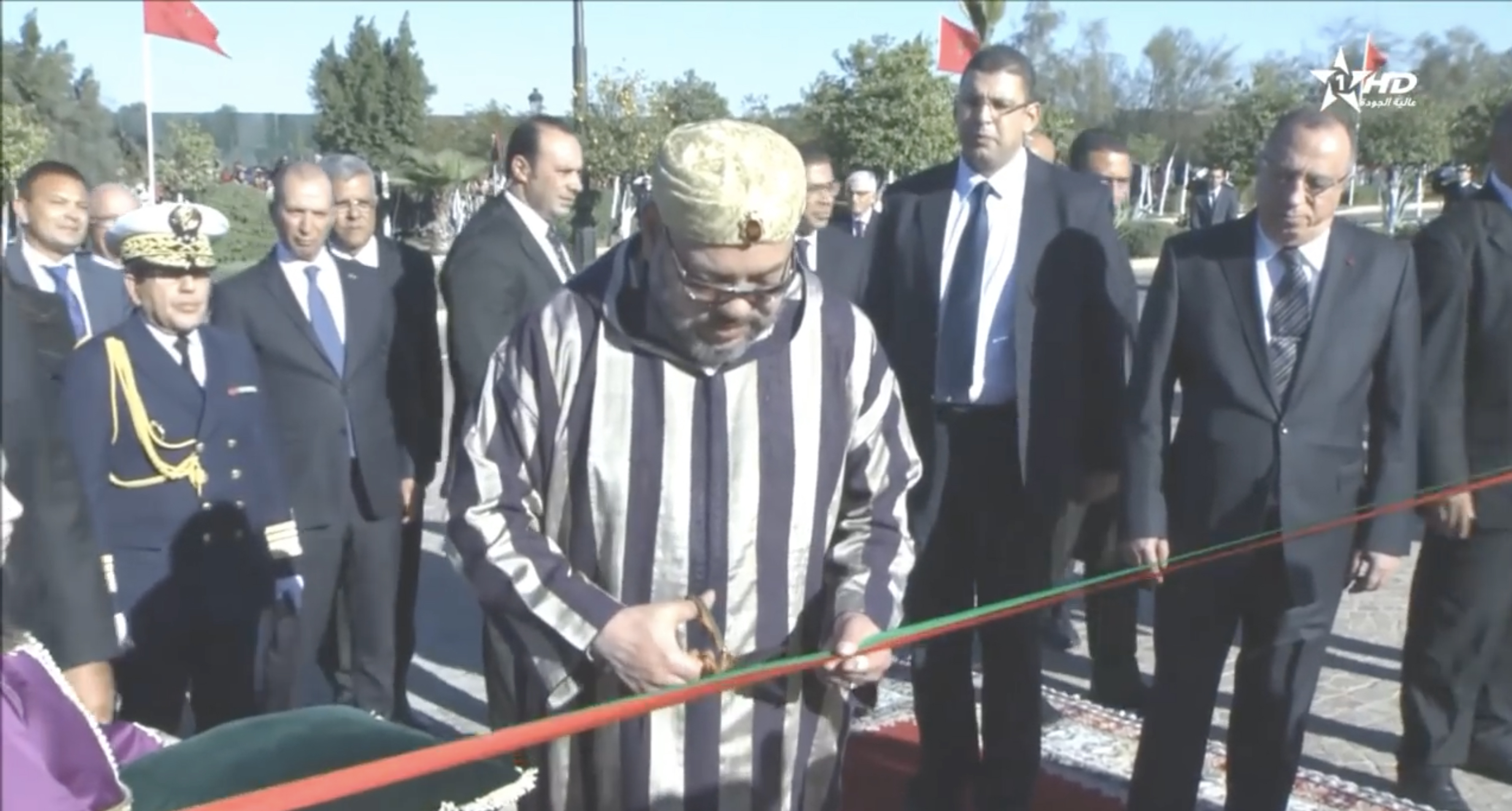
Inauguration de l'UM6P Benguerir en 2017.

### Expansion
Au fil des années, l’UM6P a connu une expansion progressive à travers la création ou l’intégration de plusieurs établissements. Dès 2013, elle ouvre l’École de management industriel (EMINES), suivie en 2014 par l’intégration de la Faculté de gouvernance, sciences économiques et sociales (FGSES). En 2015, elle crée l’École des sciences de l’agriculture, de la fertilisation et de l’environnement (ESAFE), et lance les premiers départements de recherche, notamment MSN (Sciences des matériaux) et SIMLAB (modélisation et simulation).
L’Africa Business School est inaugurée en 2016. En 2018, l’université étend ses activités scientifiques avec la création de l’Institute of Science, Technology and Innovation (IST&I). L’année suivante marque l’ouverture de la School of Architecture, Planning and Design (SAP+D), ainsi que de la School of Collective Intelligence.

L'Africa Business School, située sur le campus de Rabat.

En 2020, plusieurs structures sont lancées dont le Green Tech Institute, la School of Computer Science (UM6P-CS), la School of Hospitality Business and Management ainsi qu’une École doctorale. L’année suivante, l’université inaugure l’African Supercomputing Center, hébergeant le supercalculateur Toubkal, classé parmi les TOP500 mondiaux.
En 2021, dans le cadre de son expansion nationale, l’UM6P ouvre un nouveau campus à Rabat. Conçu par l’agence Ricardo Bofill Taller de Arquitectura, comme l'est le campus de Benguerir, ce site accueille des programmes en sciences humaines et sociales, en gouvernance, en politiques publiques ainsi qu’en sciences de gestion. Il abrite également le Policy Center for the New South, un think tank marocain spécialisé dans les questions de géopolitique, de développement et de politiques publiques. Le campus vise à développer une offre académique complémentaire à celle de Benguerir, en lien avec les enjeux économiques et institutionnels du pays et du continent africain. Son auditorium principal, le Centre de Congrès, est inauguré en septembre 2023,.

## Écoles et instituts

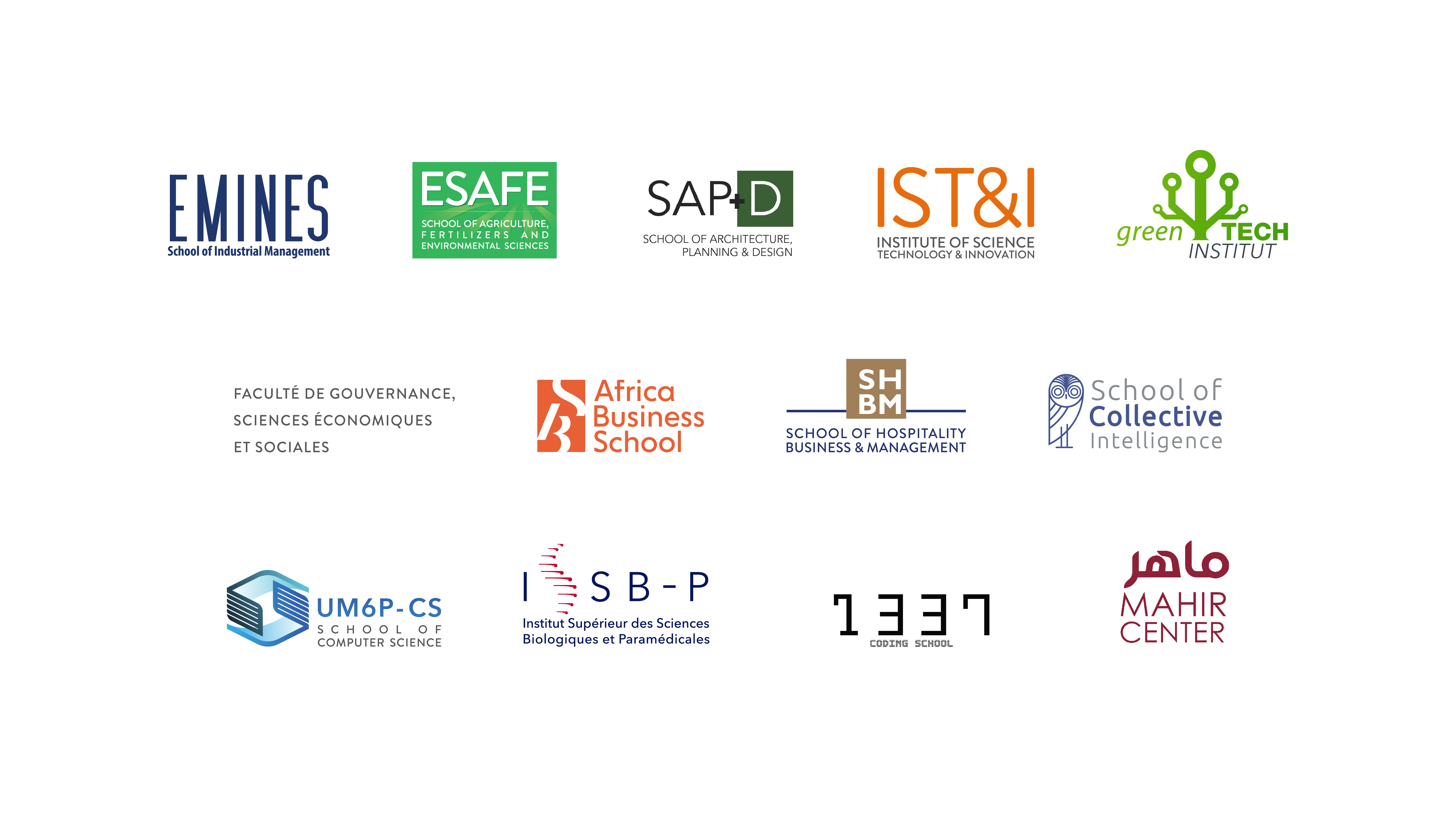
Écoles de l’UM6P.

L’UM6P comprend plusieurs écoles et instituts spécialisés couvrant des domaines tels que l’ingénierie, l’architecture, l’agriculture, la gouvernance, la médecine et les sciences numériques. Les principales entités académiques sont :
- School of Industrial Management (EMINES)
- School of Architecture, Planning et Design (SAP+D)
- École des Sciences de l’Agriculture, de la Fertilisation et de l’Environnement (ESAFE)
- Institute of Science, Technology and Innovation (IST&I)
- Green Tech Institute (GTI)
- Faculté de Gouvernance Sciences Economiques et Sociales (FGSES)
- Africa Business School (ABS)
- School of Hospitality Business and Management (SHBM)
- School of Collective Intelligence (SCI)
- School of Computer Sciences (UM6P-CS)
- Institut Supérieur des Sciences Biologiques et Paramédicales (ISSB-P)
- École 1337
- Faculty of Medical Sciences
- Mahir Center
- Story School

## Mission
L’UM6P a pour mission de :
- Contribuer au développement du savoir par une formation axée sur la recherche, l’innovation et l’entrepreneuriat ;
- Relever les grands défis scientifiques et technologiques du continent africain ;
- Établir des partenariats durables avec des institutions nationales et internationales de premier plan.

### Engagement panafricain
L’univeristé inscrit son action dans une dynamique panafricaine, en établissant des partenariats avec plusieurs universités et centres de recherche à travers le continent. L’université soutient notamment des projets communs en recherche appliquée, innovation et formation doctorale.
Parmi ses initiatives récentes figurent le programme Excellence in Africa , mené en collaboration avec l’École polytechnique fédérale de Lausanne (EPFL), qui soutient le développement de jeunes enseignants-chercheurs africains, la formation de 100 doctorants, ainsi que la création de centres de compétences en éducation numérique. L’UM6P a également lancé en 2025 un programme de bourses avec la Fondation Mastercard, visant à former 575 jeunes femmes africaines sur dix ans.
D’autres initiatives comme NextAfrica, un programme d’accélération GreenTech et AgriTech entre Station F et l’UM6P, ainsi que le Youth Tech Challenge Africa, axé sur la co-conception de villes africaines du futur, confirment l’engagement opérationnel de l’université en faveur de l’innovation continentale.

## Domaines de recherche
Les domaines de recherche de l'UM6P incluent:
- Agriculture
- Environnement
- Sciences des données
- Intelligence artificielle
- Énergie
- Mathématiques appliquées et modélisation
- Santé
- Sciences médicales
- Biologie
- Sciences des matériaux
- Sciences chimiques
- Industrie minière
- Management industriel
- Urbanisme
- Gouvernance
- Administration des affaires
- Tourisme
- Géologie
- Sciences politiques
- Sciences humaines
- Sciences économiques
- Sciences sociales
- Intelligence collective

## Partenariats
UM6P a développé un réseau diversifié de partenariats et de liens à travers le monde avec des établissements d’enseignement supérieur, des centres de recherche, des organisations et des entreprises, entre autres. Ces collaborations sont fondées sur les principes du partage des meilleures pratiques, de l’excellence et des avantages mutuels, et ciblent la collaboration en recherche, éducation, innovation et entrepreneuriat dans tous les domaines d’intervention.
En tant qu’université de l’enseignement supérieur et de la recherche, l’UM6P voit dans ces partenariats une opportunité face aux besoins de son écosystème, pour accélérer sa contribution aux plans nationaux de développement. L’université continue de créer des liens significatifs qui s’alignent sur ses objectifs de développement et ses aspirations aux niveaux local, régional et international.

### Partenariats académiques
L’UM6P entretient des partenariats académiques et scientifiques avec plusieurs établissements à travers le monde. Ces collaborations couvrent des pays tels que le Maroc, les États-Unis, le Canada, la France, la Suisse, l’Allemagne, l’Autriche, l’Espagne, la Chine, la Malaisie, le Brésil, l’Australie, la Finlande, le Royaume-Uni, les Pays-Bas et la Côte d’Ivoire. Parmi ses partenaires académiques figurent notamment :
- Massachusetts Institute of Technology (MIT)
- École nationale supérieure des mines de Paris
- École nationale des ponts et chaussées
- École polytechnique
- École polytechnique fédérale de Lausanne
- Université Columbia
- Sorbonne Universités

### Partenariats industriels et technologiques
En 2022, l’université a établi un partenariat avec Oracle Corporation et le gouvernement marocain pour créer le premier Oracle Lab en Afrique, situé à Casablanca. Cette collaboration porte sur la recherche en intelligence artificielle, apprentissage automatique et informatique en nuage, tout en soutenant le développement des compétences à travers des programmes de formation et des stages. Le partenariat vise à renforcer l’innovation numérique et à contribuer à l’écosystème technologique du Maroc.
L’UM6P a également établi une collaboration avec le Microsoft Africa Transformation Office afin de fournir des ressources de formation, un accès aux services de cloud computing, ainsi qu’un soutien à l’entrepreneuriat. Dans le cadre de cette initiative, un centre Microsoft Sustainability Core et un Digital Innovation Center of Excellence ont été lancés au sein de l’université.
En novembre 2024, l’Africa Center of Manufacturing Excellence (ACME) a été créé par l’UM6P à Nouaceur, en partenariat avec le gouvernement marocain et Boeing. Annoncé lors du Marrakech Air Show, le centre se consacre à la recherche et à la formation dans le domaine de la fabrication avancée, incluant l’automatisation, l’industrie 4.0 et le génie des matériaux,. En juin 2025, à l’occasion du Salon du Bourget, Boeing a élargi ce partenariat afin de soutenir le développement des compétences et l’innovation technologique dans le secteur aéronautique marocain.
En juillet 2025, l’UM6P formalise une collaboration en R&D maritime avec Naval Group et Maghreb Steel à Rabat. Un accord-cadre a été signé pour lancer des projets de recherche et développement dans le domaine naval, incluant notamment la conception, la construction et l’entretien de structures maritimes.

## Campus
L’Université Mohammed VI Polytechnique est implantée sur plusieurs sites au Maroc et à l’international. Son campus principal est situé à Benguerir, au cœur de la Ville verte Mohammed VI, un projet urbain axé sur le développement durable. L’université dispose également d’autres campus à Rabat et à Laâyoune.

### Campus de Benguerir

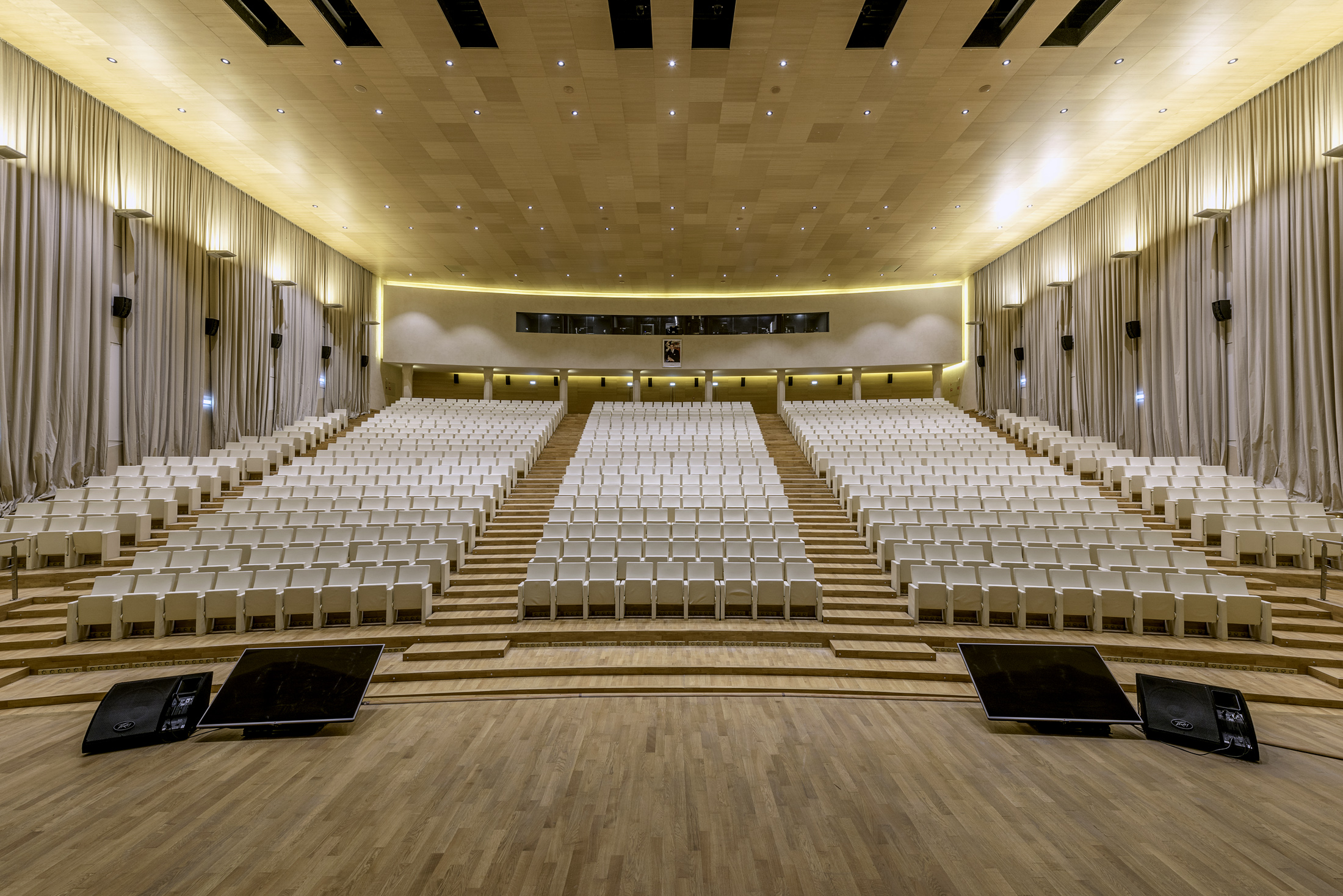
Salle de conférence du campus de Benguerir.

Le campus principal de l’UM6P, établi à Benguerir, fait partie intégrante du projet de développement durable de la Ville verte Mohammed VI. Conçu par les architectes Ricardo Bofill et Elie Mouyal, il combine architecture contemporaine et éléments de tradition marocaine. L'ensemble architectural se caractérise par des bâtiments minimalistes aux tons chauds, intégrés dans un environnement propice à l’apprentissage, à la recherche et à la vie communautaire.

Accès principal à l'UM6P Benguerir.

Le projet architectural vise également à promouvoir le développement durable et à favoriser l’intégration entre les étudiants, les chercheurs, les enseignants et les habitants. Cette démarche a été reconnue par l’obtention de l’accréditation SILVER du système STARS (Sustainability Tracking, Assessment & Rating System), avec un score de 49,48 points.
Le campus de Benguerir concentre concentre une part importante des activités pédagogiques et scientifiques de l’université. Il abrite plusieurs écoles et centres de recherche, dont la School of Computer Science, l’African Sustainable Agriculture Research Institute (ASARI), la School of Collective Intelligence et la Data & AI School. Le site dispose d’infrastructures modernes incluant des laboratoires, une bibliothèque universitaire, des résidences étudiantes, des installations sportives, des services de santé, ainsi que des espaces de vie communautaire.

### Campus de Rabat

Bâtiments académiques de l'UM6P à Rabat.

L’UM6P dispose également d’un campus stratégique à Rabat, situé dans la commune de Salé. Ce site a pour vocation de renforcer la présence institutionnelle de l’université dans la capitale administrative du pays. Il accueille notamment des programmes en sciences politiques, relations internationales, diplomatie, droit, gouvernance, et politiques publiques. Le campus abrite également l’Africa Business School, l’école de management de l’UM6P, qui propose des formations en leadership, entrepreneuriat, innovation et stratégie.
Le campus de Rabat est conçu pour offrir un cadre académique adapté aux enjeux de la formation des élites publiques et privées. Il abrite la Faculté De Gouvernance, Sciences Économiques Et Sociales (FGSES), fondée en 2008 et intégrée à l’UM6P en 2019. L’établissement y développe également des activités de recherche appliquée et de formation continue à destination des cadres et décideurs,.

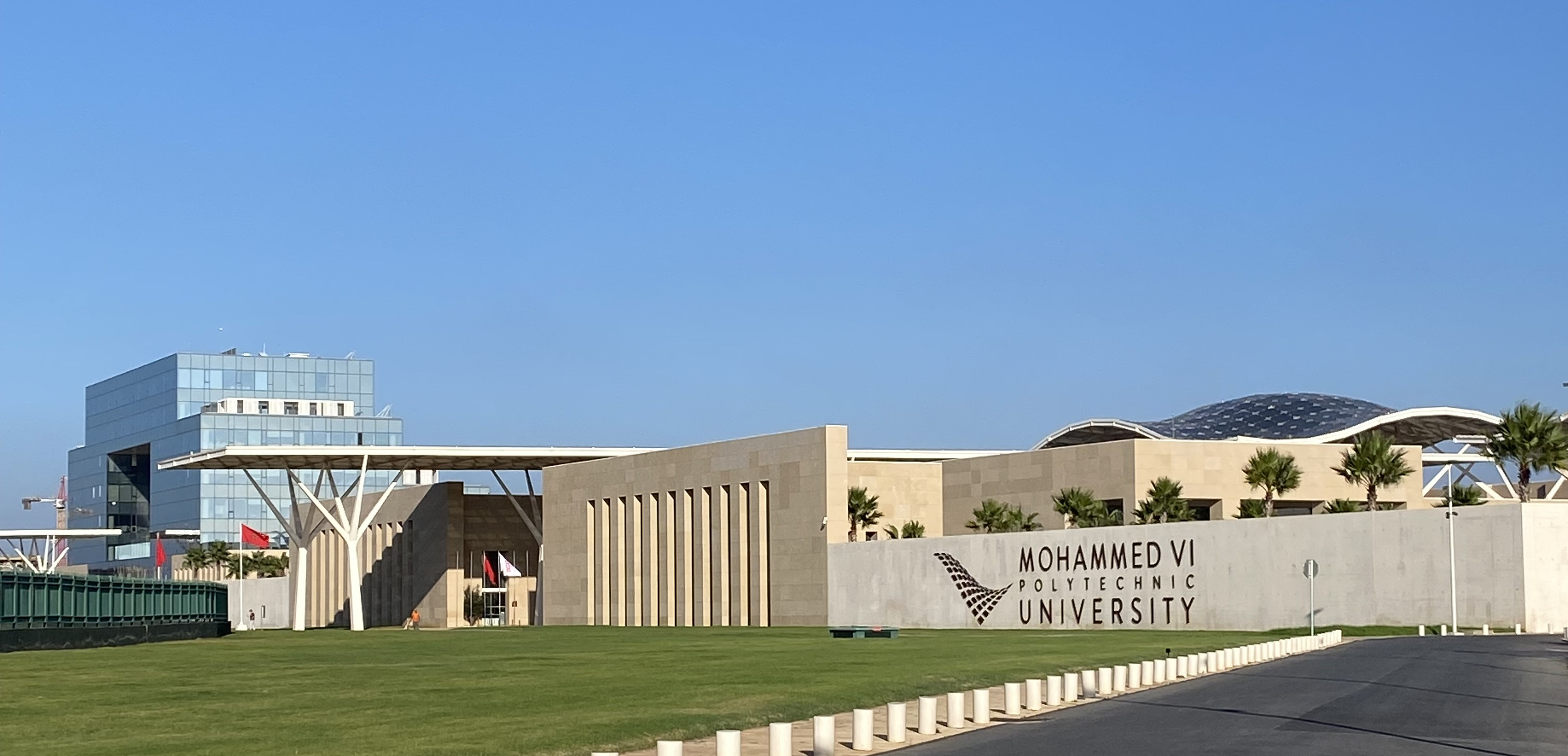
Entrée du campus de Rabat.

Les infrastructures du site comprennent des salles de cours modernes, des amphithéâtres, une bibliothèque, ainsi que des espaces de co-working et de rencontre pour les étudiants et les chercheurs. Le campus bénéficie également d’un environnement propice à l’échange académique, en lien avec les institutions publiques, les organisations internationales et les partenaires économiques installés à Rabat.

## Statut de l'université
L’Université Mohammed VI Polytechnique est une université privée à but non lucratif. Elle est présidée par Hicham El Habti, tandis que Mostafa Terrab, président du groupe OCP, est également président de la Fondation fondatrice.
La Commission nationale de coordination de l’enseignement supérieur (CNCES) a statué favorablement sur la reconnaissance par l’État de l’UM6P, lors de sa session du 25 juillet 2017. Cette reconnaissance atteste que l’université répond aux standards de qualité requis, tant en matière d’infrastructures et d’équipements que de programmes académiques et de recherche.